# نسترن شیرازی
نسترن شیرازی، رز عنبر، رز ماسک (نام علمی: Rosa moschata) یا (به انگلیسی: Rosa musk) یکی از گونه‌های رز است. رز ماسک در نواحی غرب هیمالیا می‌روید.  رز ماسک والد بسیاری از رزهای امروزی است. درختچه‌ای به طول ۳ متر است.